# 韋謝利庫特 (別列茲涅古瓦捷區)
47°9′17″N 32°54′38″E / 47.15472°N 32.91056°E
韋謝利庫特（烏克蘭語：Веселий Кут），是烏克蘭南部的村莊，隸屬尼古拉耶夫州的巴什坦卡區。該村始建於1795年，面積0.32平方公里，海拔高度8米，2001年人口150，人口密度每平方公里468.8人。